# Ширококлювая китовая птичка
Ширококлювая китовая птичка (лат. Pachyptila vittata) — морская птица семейства буревестниковые.

## Описание
Длина тела составляет примерно 29 см, масса — от 150 до 225 г. Длина крыльев составляет от 18,1 до 22,5 см, размах крыльев — от 57 до 66 см.
Половой диморфизм не выражен. Птицы в основном серого цвета и имеют более тёмный рисунок на крыльях в виде буквы «M». Нижняя часть тела коричнево-белого окраса. Клюв необычно широкий. С его подобно гребню строением он хорошо приспособлен к добыче планктона. Способ питания такой же как у качурки Вильсона. Птицы постоянно касаются поверхности воды ногами, одновременно бороздя своим клювом воду. Полёт медленнее чем других китовых птичек. Кроме того, ширококлювая китовая птичка чаще чем другие представители рода планирует в воздухе.

## Распространение
Вид гнездится на субантарктических островах, прежде всего, к югу от Новой Зеландии. Места гнездования находятся в том числе на побережье пролива Фово, на маленьких островах в районе острова Стьюарт, на островах Снэрс и Чатем. Вне сезона размножения птицы встречаются в открытом океане к югу от 30 ° южной широты, а также у западного и южного побережья Австралии и у побережья Южной Африки.

## Образ жизни
Птицы живут в открытом море чаще стаями. В течение летнего полугодия они питаются ракообразными, в течение зимнего полугодия — мелкими головоногими.

## Размножение
Они гнездятся на утёсах или между камнями в выкопанных норах. Их длина составляет обычно 1,2 м. Гнездовая камера выложена листьями, травой или ветками. Сезон размножения приходится чаще на период с августа по сентябрь. В кладке только одно белое яйцо. Инкубационный период длится примерно 50 дней, выводковый период — примерно столько же. Обе родительских птицы одинаково участвуют в высиживании и выкармливании молодой птицы. Они гнездятся только один раз в год.

## Естественные враги
К естественным врагам птиц относятся пастушок-уэка, а также завезённые на острова кошки и крысы. На островах Тристан-да-Кунья преследование этими хищниками привело к сильному сокращению численности гнездящихся птиц. В то же время на свободном от хищников острове Гоф птицы ещё многочисленны.